# Sarah Chen
Sarah Chen ( Taipéi, 14 de mayo de 1958) es una cantante taiwanesa que se hizo famosa durante la década de los años 1980 y principios de 1990. Sus éxitos más famosos, muchos como resultado de sus colaboraciones junto al compositor Jonathan Lee, incluyen sueño de despertar y 夢醒時分 ¿Es adecuado para ti amar? 這樣愛你對不對. Su álbum de 1989 Hablar de Ti, 跟你說，聽你說 se convirtió en el primer álbum que alcanzó el millón de ventas en Taiwán.
Después se retiró de Taiwán en 1998, muchos rumores han surgido en relación con su retorno a la música, pero ninguno ha sido confirmao.

## Discografía
- 水車姑娘/忘也忘不了 (1967)
- 愛的太陽 (1973)
- 再會吧！心上人 (1976)
- 寒雨曲 (1977)
- 悄悄地說再見 (1977)
- 飄雲。落花。愛 (1978)
- 自由女神哭泣了 (1979)
- 寧靜海 (1979)
- 歸程 (1980)
- 美麗與哀愁 (1980)
- 又見春天 (1981)
- 夕陽伴我歸 (1982)
- 她的名字是愛 Amor es su nombre (1982)[2]
- 星光滿天/口琴的故事 (1983)
- 海洋之歌 (1983)[3]
- El derecho a cantar (1983)
- 無盡的愛 (1984)
- 浪跡天涯 (1984)
- 情 (1985)
- 紅頭巾 Mujeres Samsui 《新廣連續劇主題曲及片尾曲》-只在新加坡發售 (1986)
- 等待風起 (1987)
- The Miracle of Love (1987)
- 女人心 Corazón de mujer (1988)
- 明天，還愛我嗎？Mañana, ¿todavía me amarás? (1988)
- Ámame ahora (1989)
- 跟你說，聽你說 Te hablo, te escucho (1989)
- 一生守候 Tiempo de espera (1990)
- 聰明糊塗心 Be Wise, Be Easy (1991)
- 淑樺的台灣歌 Album Taiwanés de Sarah Chen (1992)
- 愛的進行式 Lo más querido de Sarah (1994)[4]
- 淑樺盛開 Siempre (1995)
- 生生世世 Siempre, Sarah (1995)
- 失樂園 Paraíso perdido (1998)[5]